# Харьковско-Полтавская епархия УАПЦ (обновлённая)
Харьковско-Полтавская епархия Украинской автокефальной православной церкви (обновлённая) (укр. Харківсько-Полтавська Єпархія Української Автокефальної Православної Церкви) — бывшее малочисленное религиозное объединение на Украине. Образовалось в 2003 году в результате раскола Украинской автокефальной православной церкви и действовало до 16 ноября 2020 года, когда была осуществлена государственная регистрация прекращения деятельности консистории Харьковско-Полтавской епархии УАПЦ (о) как юридического лица.
Управляется на Украине Игорем (Исиченко), который имеет сан архиепископа. Своим духовным главой считает главу Украинской православной церкви в США, находящейся в юрисдикции Константинопольского патриархата, при этом, согласно уставу, «Харьковско-Полтавская епархия УАПЦ (о) признаёт особый духовный авторитет Вселенского Константинопольского патриарха»; сам Игорь (Исиченко), согласно сайту УАПЦ(о), 27 сентября 2000 года был назначен личным представителем митрополита Константина, главы УПЦ в Канаде (на самом деле, в США). Устав Харьковско-Полтавской епархии заявляет о признании «особого духовного авторитета» Вселенского патриарха, имя которого возносится за богослужением.
4 апреля 2015 года инициировала диалог с руководством Украинской грекокатолической церкви о «достижении евхаристического общения и административного единства ХПЕ УАПЦ с УГКЦ».

## История
Правовым основанием для своего вхождения в УАПЦ епархия полагает акт, принятый 27 июля 1942 года на совещании, проведённом в оккупированном германскими войсками Харькове лидером лубенского раскола Феофилом (Булдовским) («митрополит всея Левобережныя Украйны»), епископом Переяславским Мстиславом (Скрыпником), членами Харьковского епархиального управления и председателем Полтавского епархиального управления протоиреем Алексием Потульницким, который гласил: «Признать, что приходы, подчинённые Высокопреосвященнейшему Владыке Феофилу на территории Харьковской, Полтавской, Сумской и Курской областей, становятся составной частью Украинской православной автокефальной церкви во главе с Администратором архиепископом Поликарпом».
Глава современно течения (Харьковско-Полтавской епархии) Игорь (Исиченко) был рукоположён во епископа УАПЦ в 1993 году. В рукоположения участвовали епископы Петр (Петрусь), Михаил (Дуткевич) и Феоктист (Пересада), которые покинули неканоническую УПЦ КП вслед за Димитрием (Яремой). После смерти Димитрия (Яремы) архиепископ Игорь оказался во внутренней изоляции, разойдясь во взглядах практически со всеми иерархами УАПЦ. Он пытался искать контакт с Украинской православной церковью в США в юрисдикции Константинопольского Патриархата, но никаких зримых результатов это не дало.
30 января 2002 года архиерейский собор УАПЦ лишает его должности управляющего Киевской епархией УАПЦ.
2 марта 2003 года архиепископ Игорь (Исиченко), управляющий делами Патриархии, издал указ о выводе за штат предстоятеля УАПЦ митрополита Тернопольского и Подольского Мефодия (Кудрякова) и епископа Черкасского Иакова. В свою очередь митрополит Мефодий (Кудряков) 15 мая 2003 года отлучил архиепископа Харьковского и Полтавского Игоря Исиченко.
4 февраля 2005 произошёл серьёзный конфликт между сторонниками обеих групп в помещении канцелярии патриархии в Киеве по ул. Трёхсвятительской, 6. Группа епископов и священников «официальной» УАПЦ силой захватила помещение патриархии, занимаемое архиепископом Игорем. Во время столкновения пострадали сторонники последнего — священник Валерий Копейка, редактор газеты «Наша віра» Евгений Сверстюк и Виталий Шевченко, работавших в помещении. Судебные тяжбы не принесли результата — помещение было оставлено за УАПЦ Мефодия (Кудрякова).
Последовал окончательный разрыв Игоря (Исиченко) с УАПЦ. В 2006 году свою Харьковско-Полтавскую епархию он зарегистрировал под названием «Украинская автокефальная православная церковь (обновлённая)». В повседневной жизни официальное название практически не используется, церковь называет себя «Харьковско-Полтавской епархией УАПЦ».
После образования юрисдикции она вышла за рамки старой Харьковско-Полтавской епархии, принимая приходы из центральной и южной Украины (которые ныне составляют половину приходов юрисдикции). В 2007 году с приёмом в клир епархии Якова Кротова из Москвы юрисдикция вышла за пределы Украины. На 2008 год насчитывала 25 приходов на Украине.
Обе группы продолжают существовать параллельно. Архиерейский собор УАПЦ, состоявшийся 3 февраля 2011 года, в очередной раз отмежевался от Харьковско-Полтавской епархии и высказываний архиепископа Игоря в украинских СМИ.
4 апреля 2015 года на XXV епархиальном соборе были приняты решения:
- «Обратиться к Блаженнейшему Патриарху Святославу и Синоду епископов Украинской Греко-Католической Церкви с просьбой о братских советах по достижению евхаристического общения и административной единства Харьковско-Полтавской епархии Украинской Автокефальной Православной Церкви с Украинской Греко-Католической Церковью как с наследницей киевской духовной традиции»;
- «Поручить архиепископу Харьковскому и Полтавскому Игорю разработать стратегическую программу развития Харьковско-Полтавской епархии Украинской Автокефальной Православной Церкви в соответствии с этими советами»;
- «Настоятелям приходов провести разъяснительную работу в общинах об исторических истоках единства Киевской церкви, причинах её разделения и канонических перспективах восстановления единства»[5].

20 апреля 2016 года в Харькове прошёл собор УАПЦ(о), предварительно одобривший её вхождение в состав Украинской греко-католической церкви. Заявлено, что на территории Харьковской, Полтавской и Сумской областей предполагается создание «персональной епархии» УГКЦ, а приходы УАПЦ(о), расположенные на других территориях, перейдут в непосредственное управление главы УГКЦ. Это решение приветствовал Синод УГКЦ, глава которой архиепископ Святослав Шевчук заявил, что будет лично прилагать все усилия для того, чтобы это дело увенчалось успехом. Однако затем в прессе появились сведения, что члены УАПЦ(о) стали массово покидать её, причиной чего называется именно это «соборное» решение. По данным митрополита Илариона около 20 из примерно 30 — переходят в «Украинскую автокефальную православную церковь», от которой УАПЦ(о) и отделилась.
Богослужение и делопроизводство велись на украинском языке. Насчитывалось на 2020 год 7 приходов.
18 марта 2020 года собор Харьковско-Полтавской епархии УАПЦ (о) объявил о самоликвидации, а Харьковскому краевому братству апостола Андрея Первозванного и приходским общинам, которые входили в состав Харьковско-Полтавской епархии УАПЦ (о), было рекомендовано внести изменения в уставных документах в связи со сменой юрисдикционной принадлежности. Карантин, введённый для борьбы с COVID-19, который начался в дни епархиального собора, отсрочил начало длительного процесса самоликвидации епархии и епархиальной консистории на два с половиной месяца. Только с ослаблением карантинных ограничений и восстановлением работы государственных учреждений 3 июня 2020 года указом архиепископа Игоря (Исиченко) постановления ХХХІ епархиального собора были формально провозглашены, что и начало процесс самоликвидации.
14 ноября 2020 года бывший кафедральный собор Свято-Димитриевская церковь в городе Харькове (ул. Полтавский Шлях 44), вместе с двумья другими приходами, присоединился к Харьковскому экзархату УГКЦ.